# 胡斯托·魯菲諾·巴里奧斯

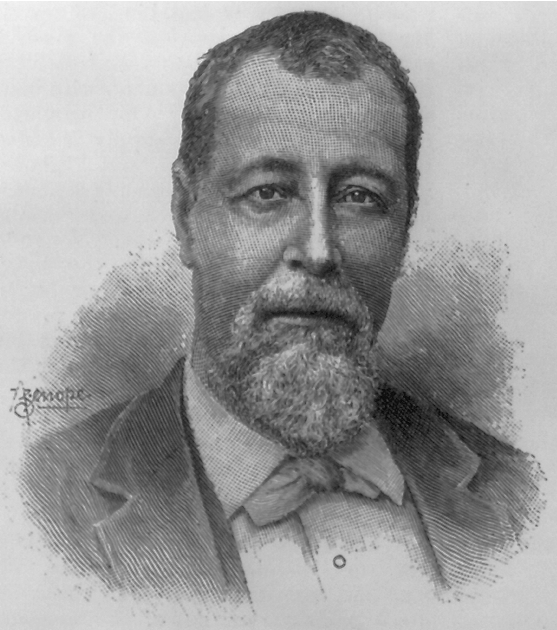
胡斯托·魯菲諾·巴里奧斯

胡斯托·魯菲諾·巴里奧斯（西班牙語：Justo Rufino Barrios；1835年7月19日—1885年4月2日），危地馬拉政治家，自1873年起擔任危地馬拉總統直到去世為止。執政期間成功實施了許多現代化改革政策，但試圖統一整個中美洲的計畫以失敗告終。

## 生平
1862年巴里奧斯曾經於瓜地馬拉城攻讀法律並成為律師，日後加入米格尔·加西亚·格拉纳多斯·萨瓦拉所領導的革命黨派。1871年格拉納多斯和巴里奧斯聯合發動政變上台，建立了由自由黨一黨專政的政權。
1873年，巴里奧斯執政，進行一系列社會改革，於1876年頒布新憲法、教育法，修築公路、鐵路和電報線，並促進國民經濟的發展。巴里奧斯在國內運用獨裁手段推行自由主義政策，在外交上以武力實現中美洲的統一。他鎮壓地方貴族，驅逐耶穌會會士，沒收教會土地及財產，同時設置並擴大教育體系並使之脫離教會的控制。鼓勵種植咖啡以建立農業發展基礎。為了恢復1838年瓦解的五國聯邦，他多次干涉中美洲其他國家的事務。在政治上勸誘失敗後，1885年，他宣布成立中美洲五國聯盟，他出兵入侵鄰國薩爾瓦多，最後戰死。
他的头像出现在5格查尔的正面。